# Текелій Петро Абрамович
Теке́лій Петро́ Абра́мович (Текеллі, Текеллій; серб. Петар Поповић Текелија) (*1720, Арад — †1792, Новомиргород) — російський генерал, за походженням серб.

## Біографія
Народився 1720 року в місті Арад на Військовому кордоні.
Служив у австрійській армії, згодом перебрався в Росію. 1747 року вступив до російської армії.
Командував військовими підрозділами під час Семилітньої війни 1756–1763 рр.
Під час російсько-турецької війни 1768—1774 рр. — командувач 1-ї армії, генерал-аншеф.
Навесні 1775 року під час переходу з Дунаю на Волгу для придушення селянської війни під керівництвом О.Пугачова отримав наказ зайняти Запорозьку Січ і знищити Кіш.
4 (15) червня 1775 р. війська під командуванням Текелія (66 тис. чол., 50 гармат) та генерала Федора Чорби оточили Нову Січ, а 5 (16) червня здобули її. За наказом Текелія Січ було зруйновано, а запорозьку старшину заарештовано. Після ліквідації Текелій отримав багаті наділи на землях Січі.
За заслуги в турецьких кампаніях Петро Текелій отримав землі у Вітебській губернії. Однак основні маєтності, що перебували у його власності, знаходились в Єлисаветградському повіті, в селі Хмельове (нині — Маловисківського району Кіровоградської області). Мав він також будинок у Новомиргороді, в Архієрейському саду. У місцевому Миколаївському соборі Текелій за свій кошт облаштував вівтар на честь Петра і Павла, а також збудував церкву в ім'я апостола Петра. В Хмельовому на кошти Текелія після отримання ним однойменного ордену було зведено церкву Олександра Невського
Помер 25 квітня 1792, на 73-му році життя, похований у соборній церкві в Новомиргороді (це засвідчив надгробний надпис на полотні, вивішений над місцем поховання). Могила знаходилась у межах сучасного міського парку поблизу стадіону, на території колишнього Миколаївського собору. В 1930-х роках, після підриву собору, вона була знищена червоноармійцями.

## У літературі
У повісті Тараса Шевченка «Близнюки» згадано «нецеремонний обід», що його дав Текелій у Петербурзі запорізьким депутатам на чолі з Антоном Головатим.